# لهوتا و اولشنیتسه
لهوتا و اولشنیتسه (به چکی: Lhota u Olešnice) یک منطقهٔ مسکونی در جمهوری چک است که در ناحیه بلانسکو واقع شده‌است. لهوتا و اولشنیتسه ۲٫۲۵ کیلومتر مربع مساحت و ۳۶ نفر جمعیت دارد و ۴۸۵ متر بالاتر از سطح دریا واقع شده‌است.